# Емил Раковица
Емил Раковица (на румънски: Emil Racoviță) (15 ноември 1868, Яш – 17 ноември 1947, Клуж-Напока) румънски биолог, зоолог, спелеолог, пътешественик-изследовател на Антарктида.

## Ранни години 1868 – 1896
Роден в семейство на молдовски боляри, чиито предци управляват Молдова през XVIII в. През 1886 г. завършва гимназия в Яш, а през 1889 г. получава диплома по право от университета в Париж. Правото обаче не го влече и през 1891 г. получава бакалавърска степен, а през 1896 г. докторска степен по естествени науки.

## Експедиция в Антарктида 1897 – 1899
Като млад обещаващ биолог Раковица е избран в екипа учени на борда на кораба „Белгия“ с ръководител Адриан Жерлаш дьо Гомери и собственик на кораба в експедиция в Антарктика, организирана от Белгийското кралско географско дружество. Освен Раковица в научния екип са привлечени 25-годишния норвежец Роалд Амундсен (1872 – 1928) – първи щурман, поляците Антон Доброволски (1872 – 1954) – метеоролог и Хенрик Арцтовски (1871 – 1958) – геолог, американецът Фредерик Кук (1865 – 1940) – лекар и белгийците Жорж Лекуант (1869 – 1929) – хидрограф и Емил Данко (1869 – 1898) – физик. Екипажът на кораба с изключение на няколко души, в т.ч. Амундсен нямат полярен опит, което довежда до големи проблеми по време на експедицията.
На 16 август корабът отплава от Антверпен, през декември достига до Южните Шетлъндски о-ви и целия летен сезон прекарва покрай северозападните брегове на Антарктическия п-в, като учените събират геоложки, растителни и зооложки колекции, извършват магнитни и метеороложки наблюдения и картиране на бреговете. Поради недобрата полярна подготвеност на екипажа, корабът е оставен да замръзне в ледовете и на 4 март 1898 г. започва принудително зимуване, което продължава тринадесет месеца. Участниците в експедицията не са подготвени за зимуване, нямат достатъчно хранителни припаси и топли дрехи. Зимуването е трагично. Двама души умират, в т.ч. Емил Данко, други двама се побъркват, а всички останали са болни от скорбут, с изключение на Амундсен и Кук. Те двамата се хранят с месо от убите тюлени и пингвини, докато на другите им е забранено от ръководителя на експедицията поради някакви нелепи предубеждения. След като се вижда, че екипажът е изправен пред смъртна опасност Жерлаш дьо Гомери предава командването на Амундсен, който веднага заповядва да се ловува и яде свежо месо и от наличните одеяла да се ушият зимни дрехи. Едва на 14 март 1899 г. корабът успява да се освободи от ледения плен и благополучно се завръща в Европа.
Резултатите от биоложките му изследвания са публикувани на френски през 1900 г. под заглавието „La vie des animaux et des plantes dans l’Antarctique“ (в превод „Животът на животните и растенията в Антарктика“).

## Следващи години 1900 – 1947
Една година след завръщането си е назначен за директор на музея в южнофренския град Баниюл сюр Мер (Banyuls-sur-Mer). Раковица продължава своите биоложки и спелеоложки изследвания в над 1400 пещери във Франция, Испания, Алжир, Италия и Словения, като по този начин става основател на биоспелеологията.
След Първата световна война се завръща в родината си и през 1919 г. е назначен за декан на биоложкия факултет в университета в Клуж-Напока. На 26 април 1920 г. основава в града първия в света спелеоложки институт, който функционира до 1956.г. По-късно клон на института е открит и в Букурещ. Същата година е приет за член на Румънската Академия на науките и до края на живота си остава основна фигура в научния живот на Румъния.

## Памет
Неговото име носи откритата през 2006 г. първа румънска антарктическа станция „Емил Раковица“ (69°23′ ю. ш. 76°23′ и. д. / 69.383333° ю. ш. 76.383333° и. д.) на Земя принцеса Елизабет.